# Lichun
Dans les calendriers chinois, le lichun (chinois : 立春, pinyin : Lìchūn ; littéralement : « établissement du printemps ») correspond à la première période solaire. Le lichun débute lorsque le Soleil est à la longitude 315° (ce qui a lieu selon les années entre le 3 et le 5 février) et se termine lorsqu’il est à longitude 330° (entre le 18 et le 20 février). La période du lichun marque traditionnellement le début de l’année ainsi que le début du printemps. Le lichun est précédé par le dahan (« grand froid ») et suivi par yushui (« eau de pluie »).
En japonais, le lichun se dit risshun, en coréen ipchun (입춘) et en vietnamien Lập xuân.